# Giovanni Villamarino
Giovanni Villamarino (... – 1525) è stato un vescovo cattolico italiano.
Nominato nel 1503 vescovo di Mazara del Vallo da papa Alessandro VI, lo rimase fino alla morte nel 1525.